# Adelbert Schulz
Adelbert Schulz (20 de diciembre de 1903 - 28 de enero de 1944) fue un oficial alemán de la policía y de la Wehrmacht, al final general y comandante de división de Panzertruppe durante la II Guerra Mundial. Fue uno de los únicos 27 congraciados con la Cruz de Caballero de la Cruz de Hierro con Hojas de Roble, Espadas y Diamantes de la Alemania Nazi.

## Biografía
Adelbert (a veces escrito Adalbert) Schulz nació el 20 de diciembre de 1903 en Berlín; empezó su carrera en la policía. En 1935 Schulz fue transferido de la Policía al Ejército alemán. La unidad de Schulz tomó parte en las ocupaciones de Austria y de los Sudetes. Participó en la Batalla de Francia sirviendo a las órdenes del General Erwin Rommel. El 29 de septiembre de 1940 recibió la Cruz de Caballero de la Cruz de Hierro. Recibió las Hojas de Roble de su Cruz de Caballero el 31 de diciembre de 1941. El 6 de agosto de 1943 recibió las Espadas de su Cruz de Caballero y fue promovido a Coronel. El 9 de enero de 1944, recibió los diamantes de su Cruz de Caballero, fue promovido a Generalmajor y fue hecho comandante de la 7.ª División Panzer.
Schulz fue herido en combate en el área de Shepetivka el 28 de enero de 1944, y murió el mismo día.

## Condecoraciones
- Cruz de Hierro (1939) 2.ª Clase (24 de mayo de 1940) & 1.ª Clase (24 de mayo de 1940)[2]
- Cruz de Caballero de la Cruz de Hierro con Hojas de Roble, Espadas y Diamantes
  - Cruz de Caballero el 29 de septiembre de 1940 como Hauptmann y jefe del 1./Panzer-Regiment 25[3]
  - 47.ª Hojas de Roble el 31 de diciembre de 1941 como Hauptmann y comandante del I./Panzer-Regiment 25[3]
  - 33.ª Espadas el 6 de agosto de 1943 como Oberstleutnant y comandante del Panzer-Regiment 25[3]
  - 9.º Diamantes el 14 de diciembre de 1943 como Oberst y comandante del Panzer-Regiment 25[3]'